# Wilfred Bouma
Wilfred Bouma (* 15. červen 1978, Helmond) je bývalý nizozemský fotbalový obránce a reprezentant,který dnes pracuje pro PSV Eindhoven.

## Klubová kariéra
S PSV Eindhoven se stal čtyřikrát mistrem Nizozemska (2000, 2001, 2003, 2005) a třikrát vyhrál nizozemský pohár (1996, 2005, 2012).

## Reprezentační kariéra
V nizozemském reprezentačním A-mužstvu debutoval v přátelském zápase proti domácímu Irsku 2. září 2000 (remíza 2:2).
S nizozemskou fotbalovou reprezentací získal bronzovou medaili na mistrovství Evropy roku 2004. Hrál i na EURU 2008 a 2012. Celkem za národní tým odehrál 37 utkání, v nichž vstřelil 2 branky, z toho jednu na ME 2004 do sítě České republiky v základní skupině, když ve 4. minutě hlavou otevíral skóre utkání (Nizozemsko nakonec prohrálo 2:3).

### Reprezentační góly
Góly Wilfreda Boumy za A-tým Nizozemska
| Gól | Datum       | Stadion                                   | Soupeř    | Skóre | Výsledek | Soutěž                 |
| --- | ----------- | ----------------------------------------- | --------- | ----- | -------- | ---------------------- |
| 010 | 19. 6. 2004 | Estádio Municipal, Aveiro, Portugalsko    | Česko     | 1:0   | 2:3      | Euro 2004              |
| 02  | 9. 10. 2004 | Gradski stadion Skopje, Skopje, Makedonie | Makedonie | 0:1   | 2:2      | Kvalifikace na MS 2006 |